# David McCormick
David Harold McCormick (Washington, 17 agosto 1965) è un imprenditore e politico statunitense, senatore per lo stato della Pennsylvania dal 2025. Membro del Partito Repubblicano, è stato sottosegretario al Tesoro per gli affari internazionali durante l'amministrazione di George W. Bush., e dal 2020 al 2022 CEO di Bridgewater Associates, uno dei maggiori hedge fund del mondo.

## Biografia
McCormick è nato a Washington, in Pennsylvania, ed è cresciuto nell'area di Pittsburgh.  Ha frequentato il liceo a Bloomsburg. Suo padre, James McCormick, era presidente della Bloomsburg University e cancelliere del Pennsylvania State System of Higher Education.
Si è laureato a West Point nel 1987 con un Bachelor of Science in ingegneria meccanica. È stato quattro volte letterman nella squadra di wrestling dell'esercito e co-capitano della squadra durante l'ultimo anno. Nel 1996 ha conseguito un dottorato di ricerca in relazioni internazionali presso la School of Public and International Affairs dell'Università di Princeton. Due anni dopo, pubblicò un libro basato sulla sua tesi di dottorato intitolato The Downsized Warrior sul ridimensionamento dell'esercito americano alla fine della Guerra Fredda.
Nel 2021, McCormick ha ricevuto una laurea honoris causa dal Dickinson College.

## Carriera militare
Dopo essersi diplomato a West Point, McCormick è andato alla United States Army Airborne School e alla Ranger School, dove è stato nominato Honor Graduate of Ranger School. È entrato a far parte dell'82ª divisione aviotrasportata a Fort Bragg, nella Carolina del Nord, nel 1987.
McCormick faceva parte della prima ondata di truppe statunitensi inviate in Iraq durante la Guerra del Golfo nel 1991. Era ufficiale esecutivo di una compagnia di ingegneria da combattimento di 130 soldati incaricata di ripulire i campi minati e distruggere le munizioni nemiche. McCormick lasciò l'esercito nel 1992 dopo aver prestato servizio per cinque anni.

## Settore privato
Dal 1996 al 1999, McCormick ha lavorato come consulente presso McKinsey con sede a Pittsburgh.
Nel 1999, è entrato a far parte di FreeMarkets, un fornitore globale di software e servizi. Nello stesso anno la società ha condotto un'offerta pubblica iniziale. McCormick è stato promosso presidente di FreeMarkets nel 2001 e nominato amministratore delegato nel 2002. Ha venduto con successo FreeMarkets ad Ariba nel 2004 per circa 500 milioni di dollari e poi è rimasto ad Ariba come presidente per i successivi 18 mesi prima che gli fosse chiesto di entrare nell'amministrazione Bush.

### Bridgewater Associates
McCormick è entrato a far parte di Bridgewater Associates nel 2009 come presidente. È diventato nel 2017 co-CEO nel 2017, con particolare responsabilità della supervisione della gestione dell'azienda e del collegamento con gli investitori istituzionali.
Nel 2020 McCormick è diventato l'unico CEO di Bridgewater, segnando la fine di una transizione di gestione di 10 anni dell'azienda.  Come capo di Bridgewater, McCormick ha raccolto raccolto 8 miliardi di yuan (1,3 miliardi di dollari) per un fondo privato in Cina entro novembre 2021. Alla fine del 2021, mentre McCormick stava valutando la possibilità di candidarsi per un seggio al Senato degli Stati Uniti in Pennsylvania, ha iniziato a prendere le distanze dal fondatore di Bridgewater Ray Dalio e dalle sue difese delle politiche cinesi sui diritti umani, rimproverandolo apertamente durante le riunioni aziendali.
Ha lasciato Bridgewater il 3 gennaio 2022 ed è stato sostituito da Mark Bertolini e Nir Bar Dea come co-CEO.

## Carriera politica

### Amministrazione Bush
La carriera di McCormick nel governo è iniziata nel 2005 quando è stato nominato e confermato Sottosegretario al Commercio per l'Industria e la Sicurezza del Dipartimento del Commercio. In questo ruolo, ha supervisionato i controlli sulle esportazioni e ha partecipato ai negoziati che hanno portato all'accordo sul nucleare civile tra India e Stati Uniti. Successivamente è diventato vice consigliere per la sicurezza nazionale per la politica economica internazionale ed è stato rappresentante personale e negoziatore di George W. Bush per il Gruppo degli 8 paesi industrializzati (G8) prima di passare al Dipartimento del Tesoro nel 2007.
McCormick è stato Sottosegretario al Tesoro per gli Affari Internazionali dal 2007 al 2009 ed è stato il principale diplomatico economico internazionale degli Stati Uniti. In questo ruolo, è stato il principale consigliere del Segretario al Tesoro Henry Paulson sulle questioni economiche internazionali e ha supervisionato le politiche nei settori della finanza internazionale, del commercio di servizi finanziari, degli investimenti, dello sviluppo economico e della politica del debito internazionale.
Ha anche coordinato la politica dei mercati finanziari con il Gruppo dei Sette (G7) paesi industrializzati e il Gruppo dei Venti (G20) economie globali, lavorando con i ministri delle Finanze e con i loro vice. È stato il referente del Segretario Paulson sulla risposta internazionale alla crisi finanziaria del 2008. A McCormick è stato attribuito il merito di aver utilizzato i suoi rapporti con i massimi dirigenti e responsabili politici di tutto il mondo per aiutare a coordinare la risposta del Dipartimento del Tesoro.

### Prima candidatura al Senato degli Stati Uniti d'America (2022)
Nel gennaio 2022, McCormick ha annunciato di essere candidato al seggio al Senato degli Stati Uniti detenuto dal senatore in pensione Pat Toomey. Ha perso contro Mehmet Oz alle primarie repubblicane con meno di 1.000 voti.

### Senatore degli Stati Uniti d'America per la Pennsylvania (2025-)

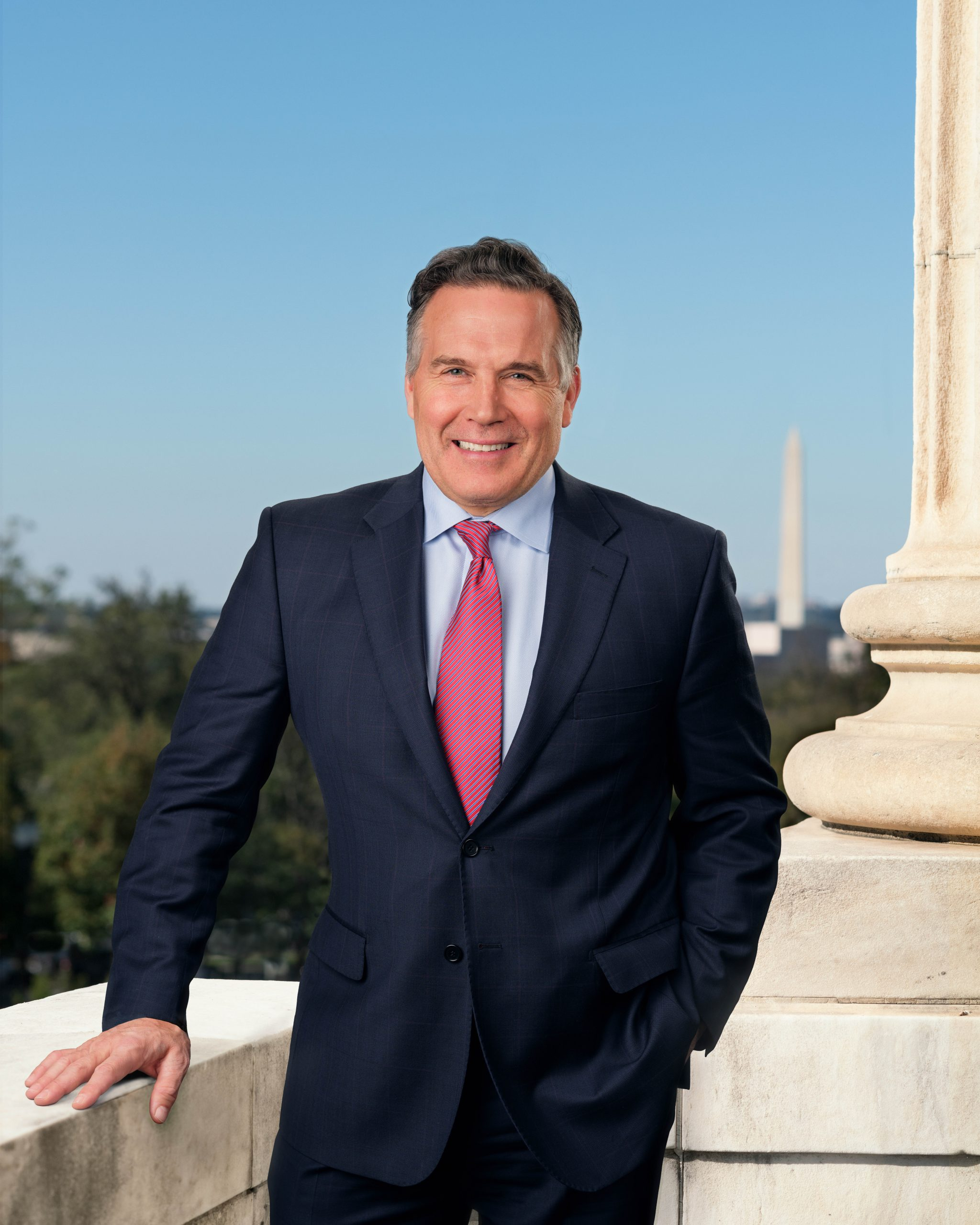
Il senatore McCormick durante il 119º Congresso.

Il 21 settembre 2023 McCormick annuncia la seconda candidatura per la carica di senatore per lo stato della Pennsylvania, questa volta con il tentativo di vincere il seggio detenuto dal democratico Bob Casey, Jr, senatore dal 2007. McCormick nella corsa alle primarie del Partito Repubblicano riceve l'appoggio del partito in Pennsylvania e del candidato Presidente degli Stati Uniti d'America Donald Trump, riuscendo a vincere rapidamente la nomination repubblicana. Successivamente, McCormick, trovandosi in campagna elettorale per il seggio senatoriale, il 13 luglio 2024 assiste al tentato attentato alla vita del candidato Presidente Donald Trump a Butler, nel nordest dello stato. Nonostante l'appoggio del candidato Presidente, McCormick ha mantenuto toni e posizioni politiche repubblicane moderate ed istituzionali, comparendo con esponenti GOP moderati, come Nikki Haley.
Nelle elezioni generali, McCormick riesce a vincere il seggio con un vantaggio risicatissimo contro Casey, con un margine del 48,8% contro il 48,6% dell'avversario, in quella che dalla gran parte dei commentatori politici ed esperti è stata vista come una sorpresa, dato che Casey era dato in consistente vantaggio ed il seggio come una gara abbastanza sicura da vincere per i democratici. La vittoria di McCormick ha coinciso con le vittorie di Donald Trump nello Stato della Pennsylvania, strappando ai democratici le contee di Beaver, Berks e Northampton.
McCormick si insedia al Senato il 3 gennaio 2025.

## Posizioni politiche
Nel corso della propria carriera politica nell'amministrazione Bush Jr. e successivamente, McCormick ha mantenuto un approccio politico di repubblicano moderato. McCormick è tutt'ora considerato un moderato.

### Economia
Riguardo al libero scambio, McCormick dichiarava nel 2008 quanto segue: "la chiave per rimanere competitivi nel mondo in continua evoluzione di oggi è abbracciare l'apertura al commercio, agli investimenti e alle persone". Successivamente, McCormick ha abbracciato posizioni più conservatrici e isolazioniste sull'argomento, abbracciando in parte l'approccio America First di Donald Trump.

### Politica estera
Inoltre, sulla politica estera McCormick ritiene che il ruolo degli Stati Uniti d'America possa essere presente e forte e al contempo concentrato sulle proprie questioni interne, dichiarando che "Se vogliamo promuovere l'uguaglianza e il pluralismo in tutto il mondo, dobbiamo procedere verso, piuttosto che allontanarci da, il nostro successo unico nel promuovere questi valori in patria, pur continuando ad abbracciare l'idea che l'America è, e sarà sempre, un work in progress". McCormick, quando era membro dell'amministrazione Bush Jr. aveva assunto un atteggiamento molto accomodante e morbido sul piano economico con la Cina, ma successivamente all'applicazione delle misure isolazioniste e di contrasto di Donald Trump, McCormick le ha elogiate.

### Immigrazione
McCormick ha chiesto di aumentare l'immigrazione qualificata negli Stati Uniti d'America. Egli sostiene anche la costruzione di un muro al confine tra Stati Uniti e Messico.

### Diritti sociali
Nel 2013, McCormick e altri colleghi repubblicani hanno depositato un Amicus curiae alla Corte suprema degli Stati Uniti d'America per una legge sulla legalizzazione del matrimonio tra persone dello stesso stesso, mentre quando era CEO di Bridgewater, la propria politica era il pagamento completo degli interventi sulla transizione di genere. Nella campagna per il Senato, McCormick si è opposto ai finanziamenti federali per gli interventi di transizione di genere e alla partecipazione di transgender agli sport competitivi femminili.
Per quanto riguarda l'aborto, McCormick nella campagna per il Senato del 2024 si configura come personalmente pro-life, ma contrario ad un divieto federale per il diritto all'aborto.

## Vita privata
Nel 2019, McCormick ha sposato Dina Powell, una dirigente di Goldman Sachs che era stata vice consigliere per la sicurezza nazionale nell'amministrazione Trump. In precedenza era stato sposato con Amy Richardson, dalla quale ha quattro figli. McCormick e Powell risiedevano nel Connecticut per poi trasferirsi in Pennsylvania nel 2022.